# Gare de Méry-sur-Oise
Gare de Méry-sur-Oise vasútállomás Franciaországban, Méry-sur-Oise településen.

## Vasútvonalak
Az állomást az alábbi vasútvonalak érintik:
- Ermont-Eaubonne-Valmondois-vasútvonal

## Kapcsolódó állomások
A vasútállomáshoz az alábbi állomások vannak a legközelebb:
- Gare de Mériel (Gare de Persan - Beaumont, Transilien H)
- Gare de Frépillon (Paris Gare du Nord, Transilien H)